# St. Mariä Himmelfahrt (Wittichenau)

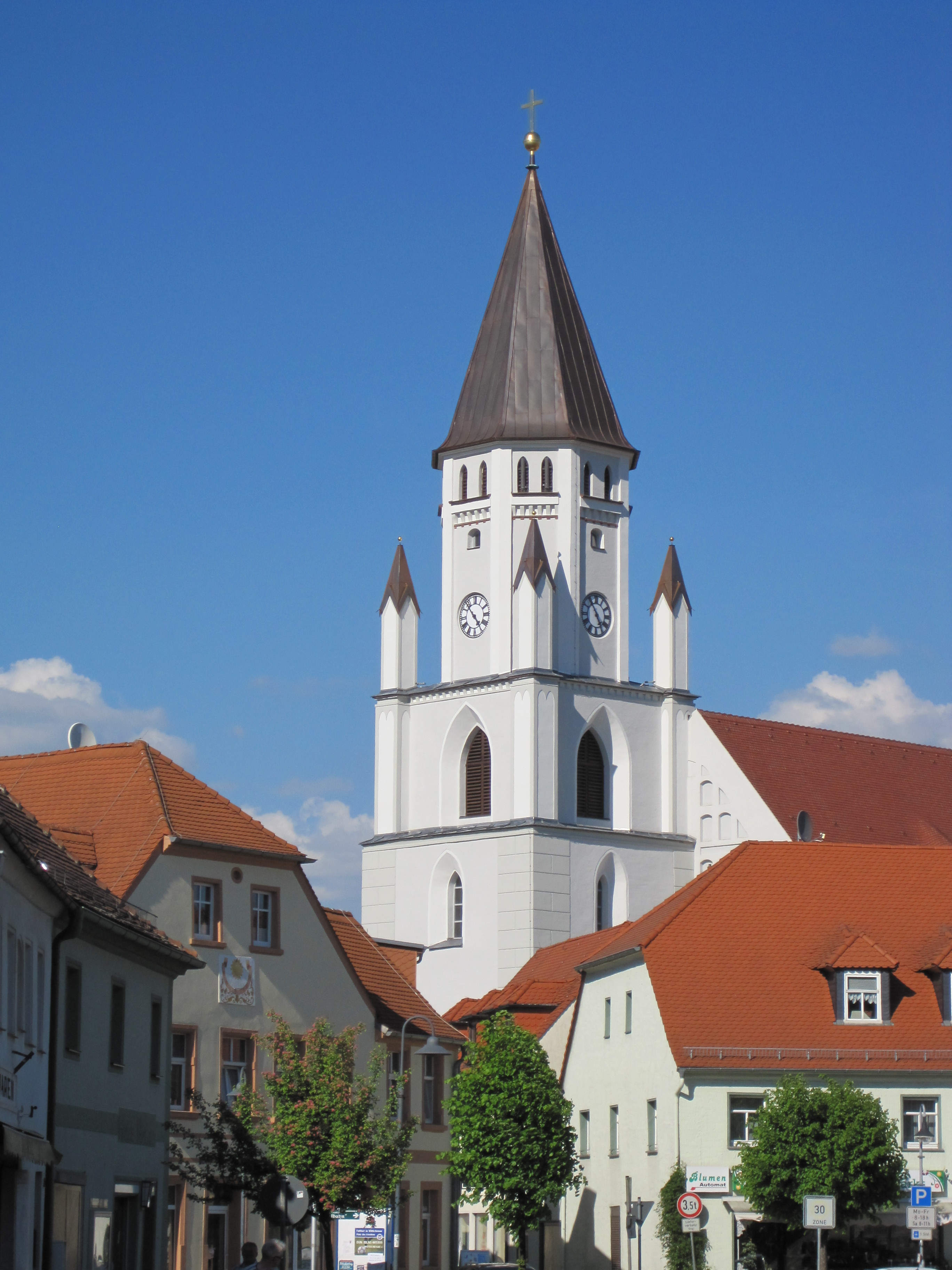
Ansicht von Südwest

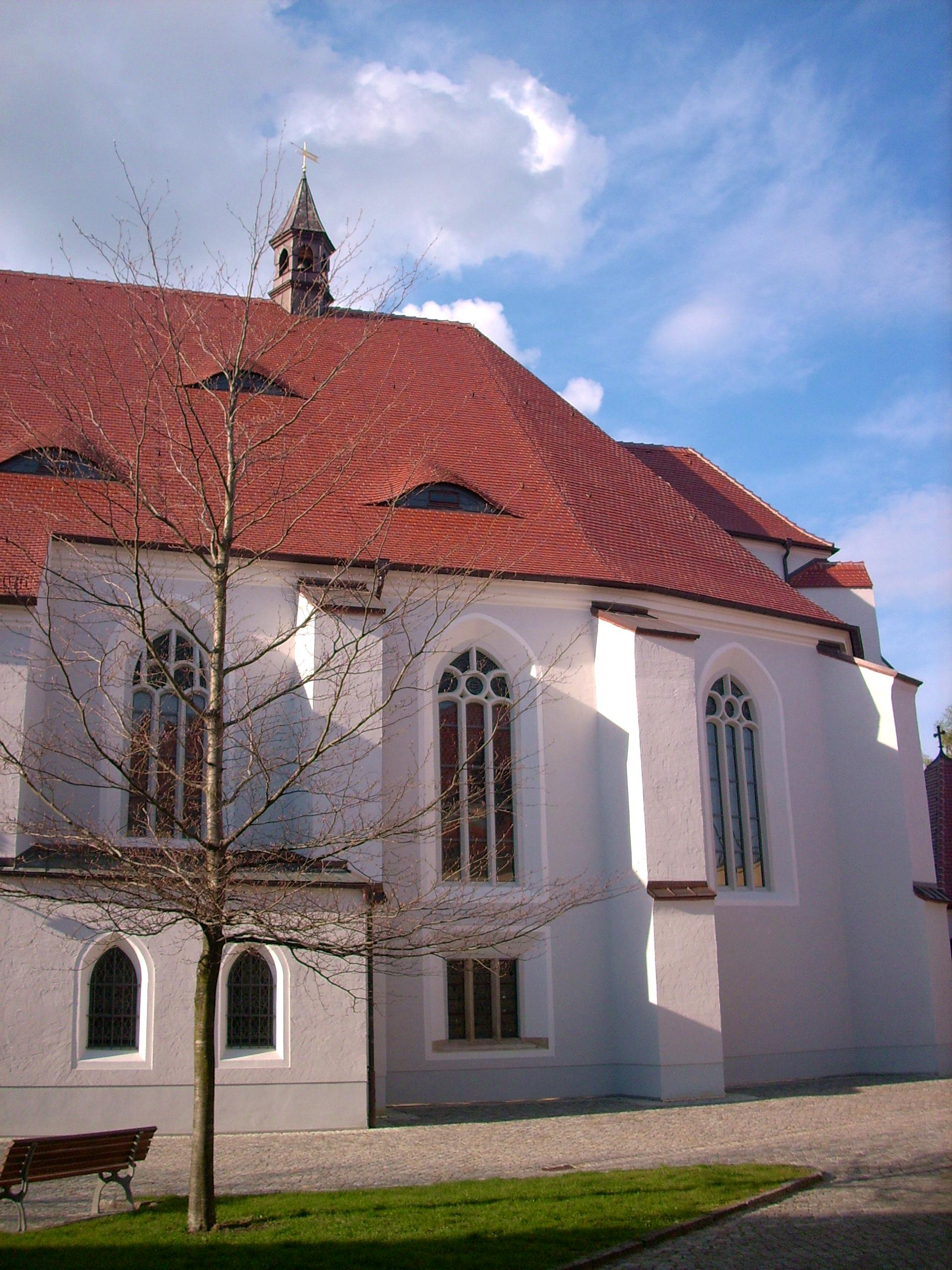
Chor von Süden

St. Mariä Himmelfahrt, obersorbisch Swj. Marije donjebjeswzaća, ist eine römisch-katholische Pfarrkirche in Wittichenau im Landkreis Bautzen in Sachsen. Die spätgotische Hallenkirche gehört zur Pfarrei St. Mariä Himmelfahrt im Bistum Görlitz. Sie prägt das Stadtbild von Wittichenau und ist als katholische Kirche in der Oberlausitz reich ausgestattet. Sonntagsgottesdienste finden in deutscher und sorbischer Sprache statt.

## Geschichte und Architektur
Nach dem Brand der Vorgängerkirche im Jahr 1429 während der Hussitenkriege wurde die Kirche als stattliche Hallenkirche um 1440 errichtet und 1527 eingewölbt. Mehrere Anbauten stammen aus jüngerer Zeit: Im Jahr 1906 wurden eine Sakristei im Osten, eine Taufkapelle an der Südseite (jetzt Beichtkapelle) und eine westliche Vorhalle angebaut; die nördliche Vorhalle stammt von 1933. Die südliche Vorhalle mit mittelalterlichem Kern erhielt 1678 ein Obergeschoss. Eine umfassende Restaurierung erfolgte 1933/34. Der Putzbau ist mit getreppten Strebepfeilern, Fünfachtelschluss, Spitzbogenfenstern mit schlichtem, erneuertem Maßwerk versehen und schließt mit einem Satteldach. Der im Grundriss quadratische Westturm ist nach Norden verschoben. Der Unterbau stammt vermutlich aus dem 14. Jahrhundert, das hohe achteckige Glockengeschoss von 1846, das darüber liegende Halbgeschoss und der Turmhelm wurden 1867 aufgesetzt. An der südlichen Vorhalle wurde eine Sandsteinfigur eines thronenden Christus mit Segensgestus von 1710 angebracht, die vom Bildhauer Georg Vater gestiftet wurde.
Die dreischiffige, vierjochige Halle zeigt ein überhöhtes Mittelschiff in der Art einer Stufenhalle. Achteckpfeiler tragen die spitzbogigen Arkaden, an den Seitenschiffswänden sind Halbpfeiler vorgelegt, ein einjochiger Chor mit Umgang schließt das Bauwerk nach Osten ab. Das Mittelschiff hat ein Sterngewölbe, über den Seitenschiffen sind es Netzgewölbe. Die Seitenschiffsjoche der westlichen Travée sind mit unterwölbten Emporen ausgebaut, die südliche mit einem wohl spätgotischen Zellengewölbe, die nördliche mit einem Kreuzgratgewölbe von 1614.

## Ausstattung

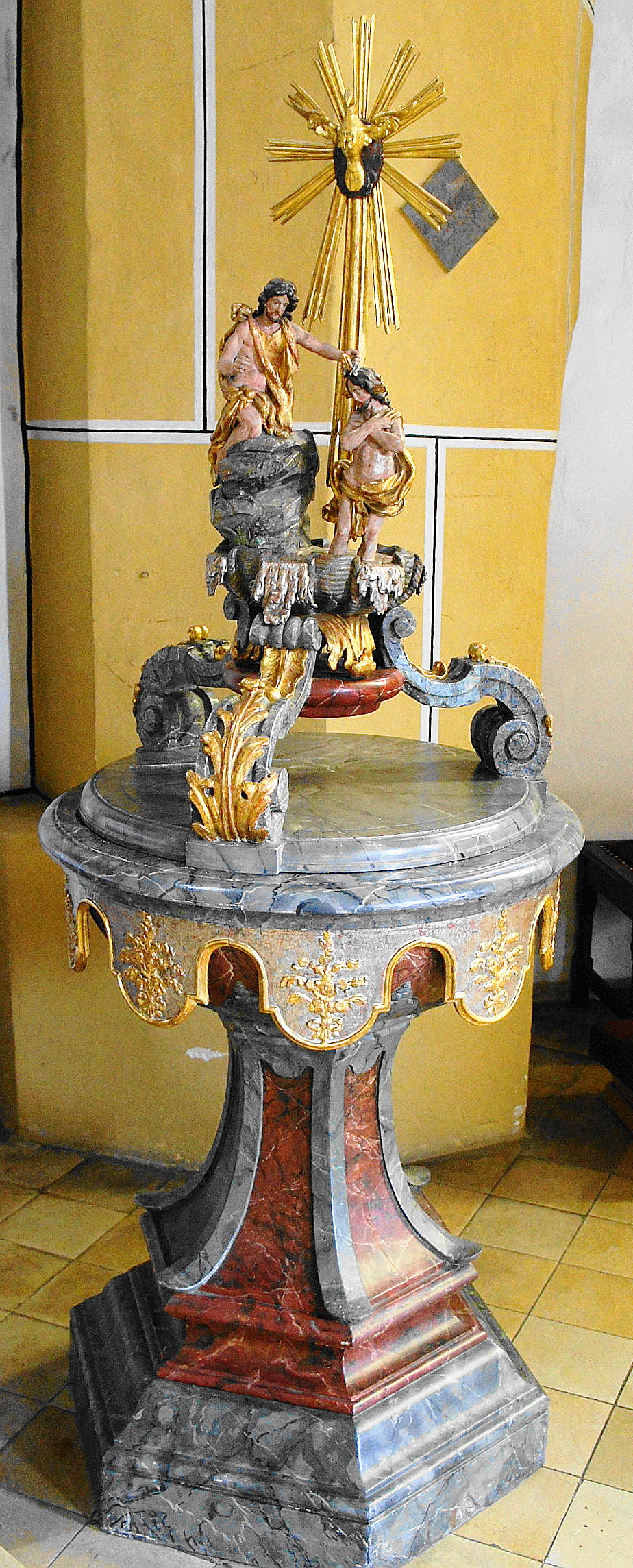
Taufstein

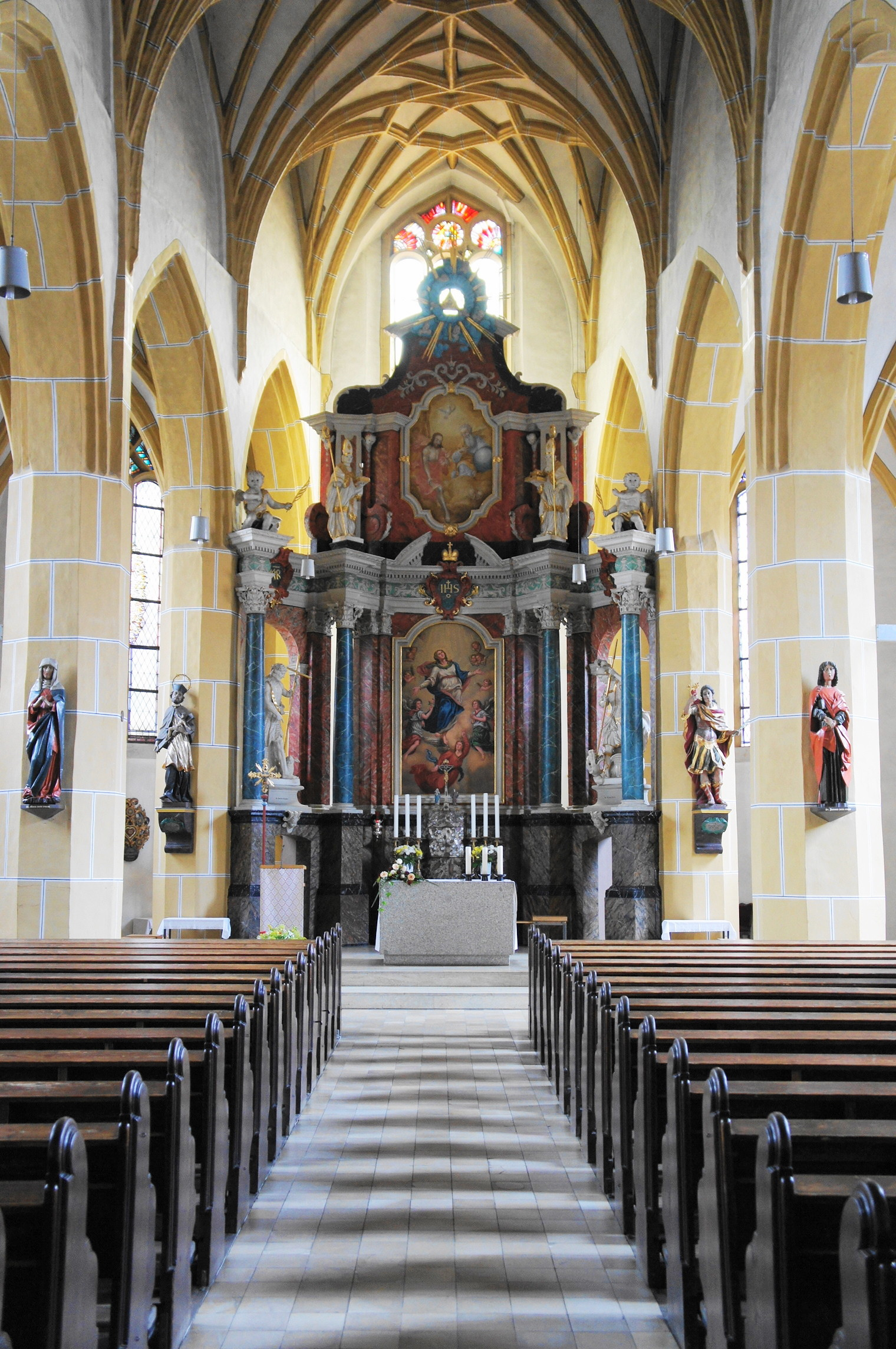
Innenansicht nach Osten

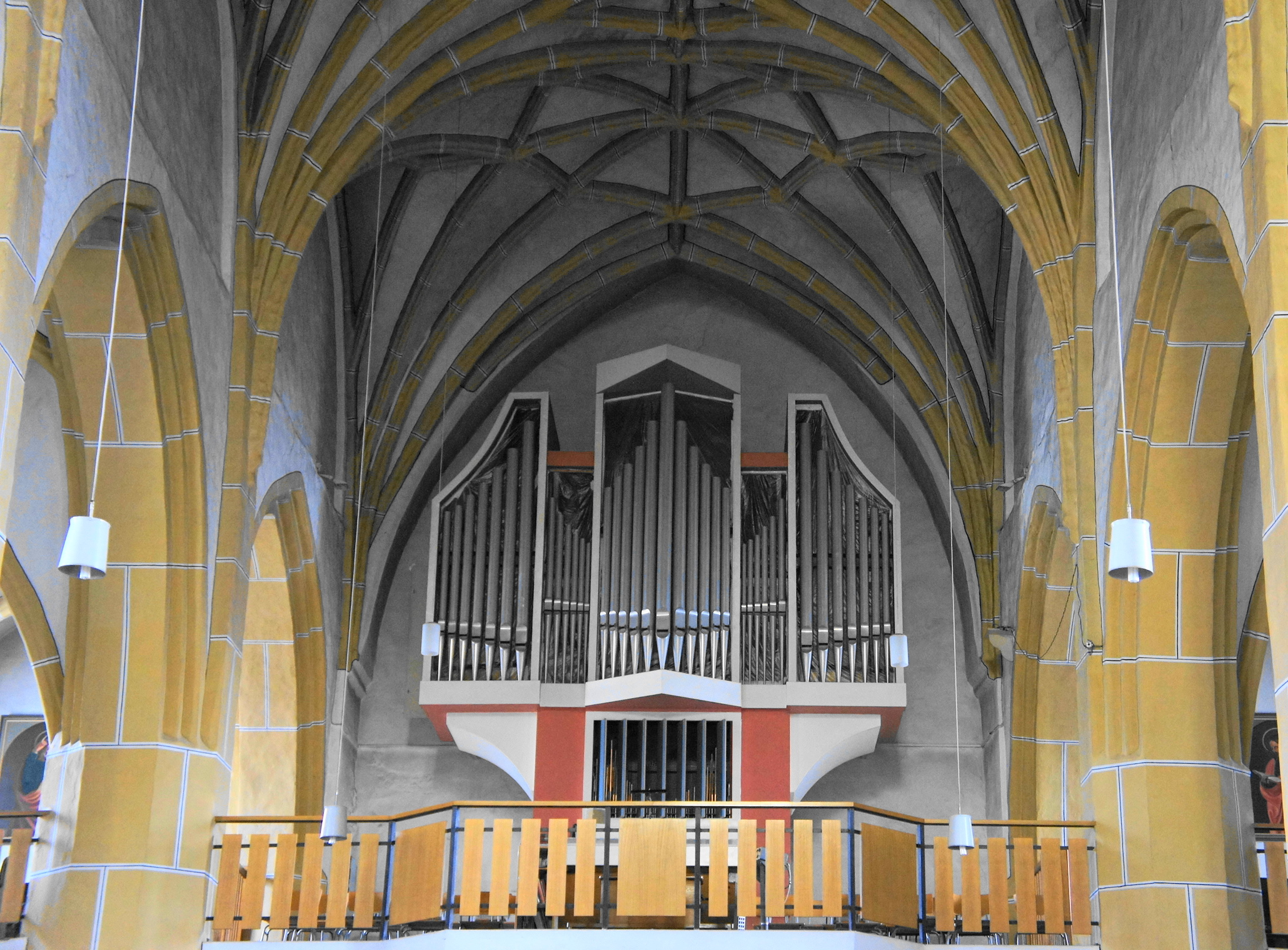
Orgelprospekt

Die Ausstattung entstammt überwiegend der Zeit des Barock. Der prächtige Hauptaltar von 1722/23 aus Holz wurde von Mathias Wenzel Jäckel aus Prag geschaffen. Der Altar ist nischenartig zwischen den östlichen Freipfeilern eingefügt und zeigt einen hohen Ädikula-Aufbau mit durchbrochenen Seitenflügeln, ein breites verkröpftes Gesims mit gesprengtem Giebel und wird darüber von einem hohen Altarauszug mit einer Darstellung des Auges der Vorsehung in einer Strahlenglorie bekrönt. Das Mittelbild stellt Mariä Himmelfahrt dar, wurde 1870 von Heinrich Ledschbor geschaffen und wird flankiert von Schnitzfiguren Johannes des Täufers und des heiligen Georg. Im Auszug ist ein Gemälde der Trinität angeordnet, daneben die Heiligen Benno und Donatus. An den Freipfeilern stehen Figuren der Heiligen Johannes Nepomuk aus dem Jahr 1758 und Bonifatius  von 1756. Von beiden Heiligen werden Reliquien in der Kirche aufbewahrt. Ein Armknochen des Hl. Bonifatius wurde anlässlich einer Romwallfahrt im Jahre 1700 dem Stadtkaplan Peter Laurenz Dubenka von Papst Innozenz XII. als Hilfe gegen die häufigen Stadtbrände übergeben. In einer Votivtafel aus dem Jahr 1732, gestiftet von Georg Schimon, befindet sich Erde aus dem Grab des Hl. Johannes Nepomuk.
Im südlichen Chorumgang steht ein Rosenkranzaltar von 1675. In rechteckigem, von Weinlaubsäulen flankiertem Holzrahmen befindet sich ein Gemälde der Rosenkranzmadonna mit den Heiligen Dominikus und Katharina von Siena, beide in Ordenstracht die Madonna anbetend. Die Szene wird von Medaillons mit den fünfzehn Geheimnissen des Rosenkranzes gerahmt. Auf dem Retabel sind Schnitzfiguren von Joachim und Anna aufgestellt.
Im nördlichen Chorumgang findet sich der Krippenaltar von 1681. Das Mittelrelief des Schnitzaltars enthält eine figurenreiche Darstellung der Anbetung der Könige von 1520/30. Das aufwendige barocke Taufbecken wurde um 1725 aus Holz gearbeitet und besteht aus einem sechseckigen konischen Schaft mit einer runden Taufschale; auf dem Deckel ist eine fein geschnitzte Gruppe der Taufe Christi auf drei Volutenfüßen angebracht, die wohl von Mathias Wenzel Jäckel geschaffen wurde. In der Kirche werden weitere Schnitzfiguren von unterschiedlicher Qualität aufbewahrt: die heilige Veronika vom Anfang des 16. Jahrhunderts, eine Doppelmadonna im Strahlenkranz aus der zweiten Hälfte des 17. Jahrhunderts, das Schnitzrelief einer Ölbergszene vom Ende des 15. Jahrhunderts und die Vollplastik einer Maria Regina aus der Zeit um 1670/80. In der Sakristei befinden sich ein barocker Kruzifixus mit alter Fassung aus dem späten 17. Jahrhundert und ein Gemälde der Taufe Christi, das 1597 Andreas Dreßler aus Kamenz schuf. Es diente vorher als Hauptbild des Altarretabels in der Taufkapelle.
Vier Vortragekreuze, eines mit Akanthus und vier Medaillons verziert, wurden 1719 gestiftet. Die zweimanualige mechanische Schleifladenorgel mit 21 Registern ist ein Werk von W. Sauer Orgelbau aus Frankfurt an der Oder aus dem Jahr 1981.

## Glasgemälde

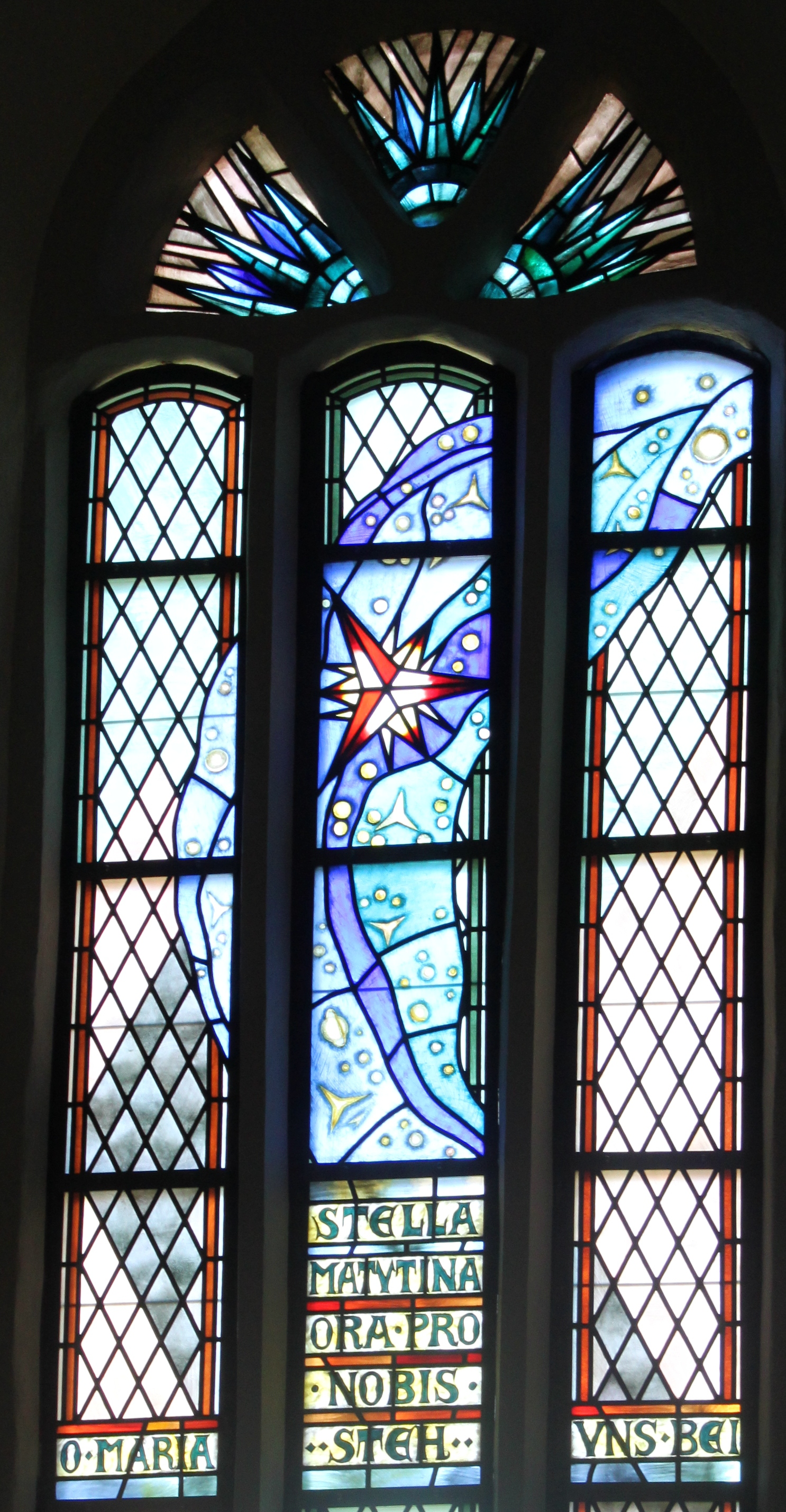
Morgensternfenster Nordseite

Die Glasgemälde der Wittichenauer Kirche wurden ab 1933 vom Dresdner Künstler Hubert Rüther in der Firma Beier und Walther in Dresden geschaffen. Sie bilden einen einzigartigen Zyklus expressionistischer Glaskunst. Die fünf Fenster des Kirchenschiffes haben Anrufungen der Lauretanischen Litanei zum Thema (von Südost nach Nordwest): Geheimnisvolle Rose, Pforte des Himmels, Arche des Bundes, Starker Turm Davids und Morgenstern. Vier Fenster des Chorbereichs zeigen figürliche Darstellungen, zwei Heilige (Elisabeth und Josef) sowie Herz Jesu und Herz Mariens. Die Fenster der Orgelempore sind mit Abschnitten des Magnificat gestaltet. Im Zuge der Umbauten an der Kirche ab 1970 wurden alle farbigen Fenster entfernt und durch einfaches Glas ersetzt. Lediglich die reich gestalteten Maßwerke verblieben in der Kirche. Während dieser Zeit sind drei der Originale (Elisabeth, Morgenstern, Turm Davids) auf der Nordseite verschwunden, die übrigen Fensterteile wurden eingelagert. In den Jahren 2011/2012 wurden die vorhandenen Fensterteile restauriert und wieder eingebaut. Für die Rekonstruktion der verschwundenen Fenster wurden die Originalaufrisse des Künstlers aus der Entstehungszeit (Kohle auf Karton 1:1) sowie Aquarellzeichnungen Rüthers und historische Fotoaufnahmen verwendet.

## Grabmäler
In der Westvorhalle sind die Grabsteine für Friedrich Eberhard Reichsgraf von Solms († 1752) und seine Frau Maria Carolina († um 1760) aus dem Jahr 1754 angebracht. Im Südosten des Kirchhofes befindet sich das Grabmal für die Eltern des Meißner Bischofs Vitzk von Meißen, das 1706 gestiftet wurde. In einer Ädikula sind die beiden Verstorbenen kniend dargestellt (stark beschädigt).
An einem Pfeiler des Kirchenschiffes erinnert eine Gedenktafel an Johann Schadowitz, das historische Vorbild der sorbischen Sagengestalt des Zauberers Krabat, der 1704 hier bestattet wurde. Johann Schadowitz gehörte der Leibkompanie Kroaten zu Ross des Kurfürsten Johann Georg II. von Sachsen an. Seine Nationalität als Kroate wurde im Volksmund zu „Krabat“ und trug zur Legendenbildung um seine Person bei.